# كريستينا بيلي
كريستينا بيلي (بالدنماركية: Kristina Bille)‏ مواليد 3 أبريل 1986، هي لاعبة كرة يد دانمركية تلعب كجناح أيمن. مثلت منتخب الدنمارك لكرة اليد للسيدات.

## سجل المنافسة
شاركت في البطولات التالية:
- بطولة أوروبا لكرة اليد للسيدات 2012

## روابط خارجية
- كريستينا بيلي على موقع الاتحاد الأوروبي لكرة اليد (الإنجليزية)